# Bambi, l'histoire d'une vie dans les bois (film)
Pour plus de détails, voir Fiche technique et Distribution.
Bambi, l'histoire d'une vie dans les bois est un film d'aventures français réalisé par Michel Fessler et sorti en 2024,. Le film est l'adaptation du roman Bambi, l'histoire d'une vie dans les bois de Felix Salten.

## Fiche technique
Sauf indication contraire, les informations mentionnées dans cette section peuvent être confirmées par les bases de données cinématographiques IMDb et Allociné,  présentes dans la section « Liens externes ».
- Titre original : Bambi, l'histoire d'une vie dans les bois
- Réalisation : Michel Fessler
- Scénario : Michel Fessler et Tristan L'Hermite, d'après le roman de Felix Salten
- Musique : Laurent Perez del Mar
- Décors : Clément Huot
- Photographie : Daniel Meyer
- Son : Thomas Desjonqueres, Boris Jollivet et François-Joseph Hors
- Montage : Laurence Buchmann et Florian Chomienne
- Production : Reginald de Guillebon, Jean-Pierre Bailly, Stéphane Millière et Marion Delord
- Sociétés de production : Gebeka Films, MC4 Distribution et Kinology
- Sociétés de distribution : Gebeka Films
- Pays de production :  France
- Langue originale : français
- Format : couleur
- Genre : Film d'aventures
- Durée : 77 minutes
- Dates de sortie :
  - France :
    - 25 septembre 2024 (Lyon)
    - 16 octobre 2024 (en salles)

  - Belgique : 16 octobre 2024
  - Russie : 17 octobre 2024
  - Espagne : 10 janvier 2025
  - Quebec : 21 février 2025

## Distribution
- Mylène Farmer : la narratrice